# State General Reserve Fund
Der State General Reserve Fund (SGRF; arabisch صندوق الاحتياطي العام للدولة, DMG Ṣundūq al-Iḥtiyāṭī al-ʿĀmm li-d-Daula) war ein Staatsfonds, der 1980 vom Sultanat Oman gegründet wurde. Der Fonds wurde eingerichtet, um die Investitionen der omanischen Regierung zu verwalten und die wirtschaftliche Stabilität und nachhaltige Entwicklung des Landes zu gewährleisten. Er wurde vom omanischen Finanzministerium verwaltet.
Der SGRF wurde 2020 mit dem Oman Investment Fund (OIF) zur Oman Investment Authority (OIA) zusammengelegt.

## Geschichte
Der Fonds wurde 1980 als „State General Reserve Fund of the Ministry of Finance of the Sultanate of Oman“ gegründet.
Er sollte Omans Wohlstand durch hohe Ölpreise und damit große Überschüsse langfristig investieren und diversifizieren.
Bei der Fusion im Juni 2020 verfügte der SGRF über ein Vermögen von schätzungsweise 14,3 Milliarden US-Dollar.

## Portfolio
Das Anlageportfolio des Fonds war über 25 Länder diversifiziert und umfasste ein breites Branchenspektrum, um nachhaltige langfristige Renditen zu erzielen. Zu den Anlagen gehörten handelbare Vermögenswerte am öffentlichen Markt, wie Aktien und festverzinsliche Anleihen, sowie private, nicht handelbare Vermögenswerte, wie private Immobilieninvestitionen, Logistik, Gewerbe- und Industrieprojekte sowie andere Dienstleistungen.
So erwarb der Fonds beispielsweise einen 30-prozentigen Anteil an der Corporate Commercial Bank (Corpbank), der zehntgrößten Bank Bulgariens nach Vermögenswerten.
Die Übernahme wurde im Januar 2009 zu einem nicht genannten Preis abgeschlossen.